# ケベック首都地域
ケベック首都地域（ケベックしゅとちいき、フランス語: Capitale-Nationale）はカナダ、ケベック州の地方行政区のひとつ。ケベック州の州都であるケベック・シティーはこの地域に含まれ、全人口の79.5%を占める。

## 行政区分
2002年に一旦ケベック・シティーと合併したランシエンヌ＝ロレット、サン＝トーギュスタン＝ドゥ＝デモールの2市が、2006年に合併から離脱し新たに、3市合わせて形成されたケベック・シティー都市圏が郡に属さない「同等地域（単一層自治体、都市圏）」として存在。その他に6つの上層自治体（MRC、郡にあたる）と約67の下層自治体（市町村）がある。

### 独立市
- ケベック・シティー都市圏：下記の都市を含む。
  - ランシエンヌ＝ロレット
  - サン＝トーギュスタン＝ドゥ＝デモール

### 郡と主な市町村
- シャルルヴォワ郡
  - ベイ＝サン＝ポール
- シャルルヴォワ＝エスト郡
  - クレルモン
  - ラ・マルベイ
- ラ・コート＝ドゥ＝ボープレ郡
  - ボープレ
  - シャトー＝リシェール
- リル＝ドルレアン郡
  - サント＝ファミーユ＝ドゥ＝リル＝ドルレアン
- ラ・ジャック＝カルティエ郡
  - シャノン
  - フォッサンボー＝シュル＝ル＝ラック
- ポルトヌフ郡
  - キャップ＝サンテ
  - ポルトヌフ